# Moviecom
A Moviecom é uma empresa brasileira do ramo de exibição cinematográfica, sediada na cidade de Botucatu e com escritório de operações na cidade de São Paulo. Está presente em vinte cidades de oito Unidades da Federação localizados em quase todas as regiões do país, à exceção da Região Sul e seu parque exibidor é composto por 22 complexos, perfazendo 109 salas, média de 4,95 salas por complexo. Suas 19 128 poltronas perfazem uma média de 175,49 assentos por sala .

## História

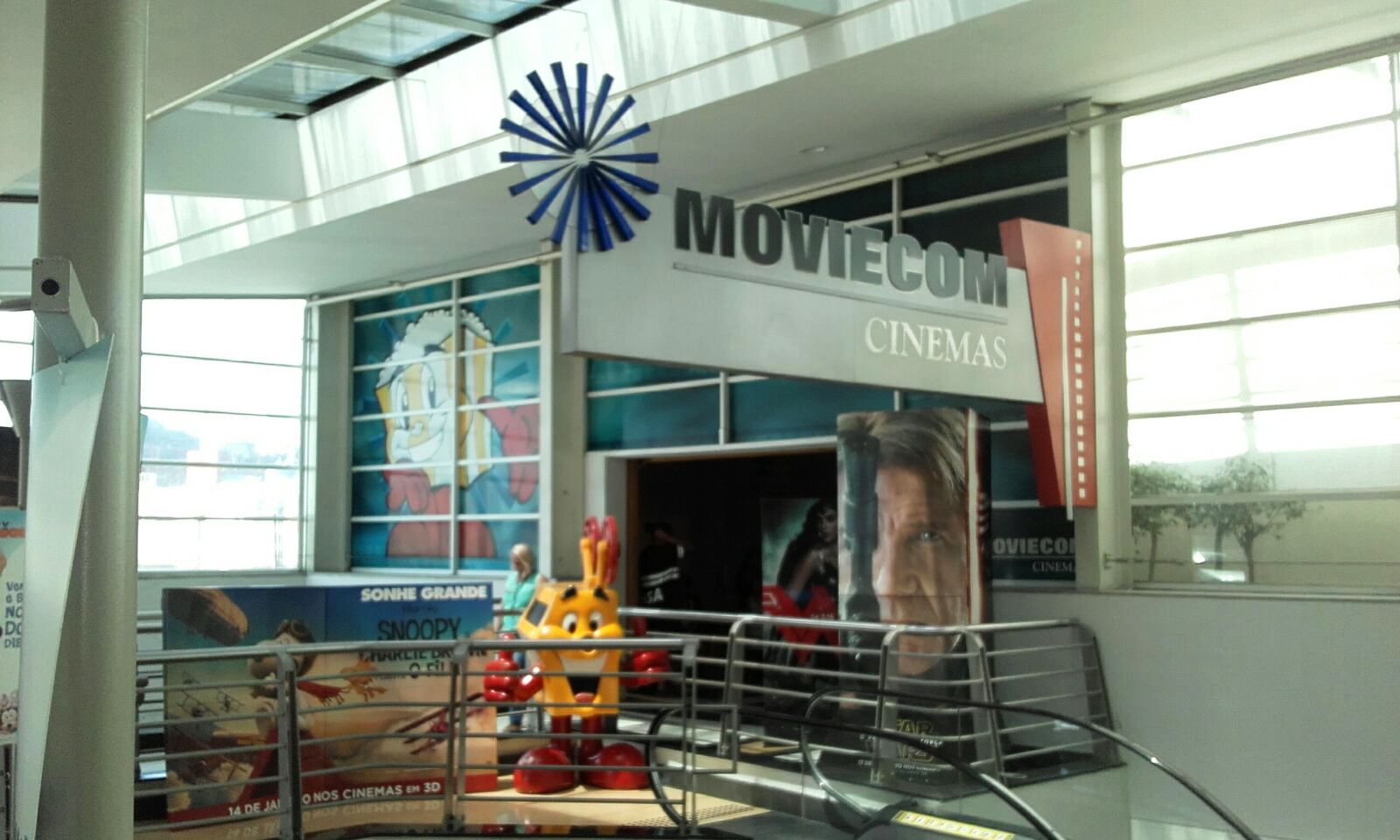
Entrada do Moviecom Boa Vista, janeiro de 2016

As origens da empresa remontam ao  ano de 1926, quando foi fundada a Cinematográfica Araújo Passos, na cidade de Botucatu, pelas mãos dos empresários Azor de Araújo e João José Passos, atuando inicialmente como distribuidora de filmes. A cidade abrigava um importante entreposto ferroviário e por lá passavam duas estradas de ferro que atendiam a três estados, razão pela qual importantes empresas distribuidoras norte-americanas, como Warner e Paramount, abriram escritórios por lá.  Começou a atuar ramo de exibição em 1946, com a abertura de salas nas cidades de Tietê (no Estado de São Paulo), Apucarana, Cornélio Procópio e Maringá (todas no Estado do Paraná) e deixou o ramo da distribuição em 1970, quando já era administrada por João Gilberto de Araújo e Ronaldo Passos, membros da segunda geração das famílias.
Em 1996, houve uma divisão societária que originou as empresas Cinematográfica Araújo, mais conhecida como Cine Araújo, e a Cinematográfica Passos, conhecida pelo nome de Moviecom.  Começou de forma tímida, com pequenos complexos de duas salas nas cidades de Franca, Jundiaí e Presidente Prudente, sendo que em 1999 um novo sócio, Leonardo Frossard de Faria, passaria a fazer parte da empresa. Inicialmente a rede utilizou a marca Circuito Passos, sendo que seu endereço na web era "circuitopassos" ponto com, somente adotando a nova marca em 2003, como forma de se desvincular de um nome de família e adotar uma denominação considerada mais comercial.
A empresa cresceu rapidamente, abrindo complexos em diversos cidades do país, como Aracaju, Belém, Juiz de Fora, Natal, Montes Claros e várias outras do interior de São Paulo, além de duas filiais na capital paulista (Moviecom Boa Vista, no bairro de Santo Amaro e Moviecom  Penha, no bairro paulistano homônimo). Tornou-se o maior exibidor do Estado do Pará, tendo alcançado o 7º. lugar no ranking nacional por número de salas já em 2002.
Em 15 de setembro de 2021 se juntou ao Cineart, GNC Cinemas e o Cinesystem para a criação do Conebi (Consórcio Exibidores Brasileiros Independentes).

## Formatos de exibição e modernização

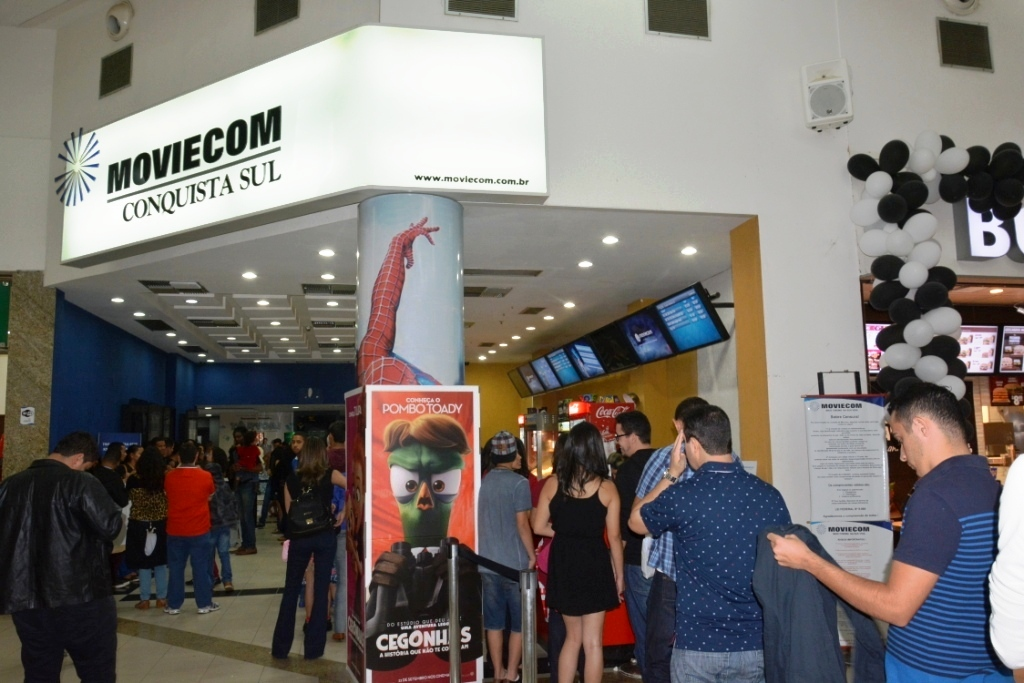
Fila da bilheteria do Moviecom Conquista Sul de Vitória da Conquista

A rede tem progressivamente abandonado a exibição dos filmes legendados, em virtude da mudança do gosto do público, que passou a preferir as cópias dubladas, conforme pesquisa do IBOPE. De acordo com o portal especializado em cinema Filme B, exibições legendadas na Moviecom foram inferiores a 5% no ano de 2014. Em contrapartida, tem realizado mostra de filmes de arte, como 39º Festival SESC Melhores Filmes, que ocorreu no Taubaté Shopping da cidade de Taubaté em abril de 2013, com ingressos gratuitos. Por seu turno, o complexo de Natal abrigou o Festival Varilux de Cinema Francês nas edições de 2014 e 2015.
No que se refere à digitalização (processo de substituição dos projetores de película 35mm por equipamentos digitais), a empresa atingiu 83,9% de suas salas em março de 2015, conforme informe de acompanhamento de mercado da Agência Nacional de Cinema - ANCINE..
O diretor de marketing e operações da empresa, Gustavo W. Ballarin, recebeu a premiação de "Destaque Profissional de Marketing", referente ano de 2013, do Prêmio ED - Exibição e Distribuição, promovido pelas empresas Espaço Z e Tonks, especializadas em mercado exibidor. A empresa encerrou o ano de 2015 no sétimo lugar entre as maiores redes de cinema do Brasil por número de salas (market share de 2,8%), perdendo apenas para as redes Cinemark, Cinépolis, Grupo Severiano Ribeiro, Cine Araújo, Cinesystem e UCI Cinemas, respectivamente.

## Público

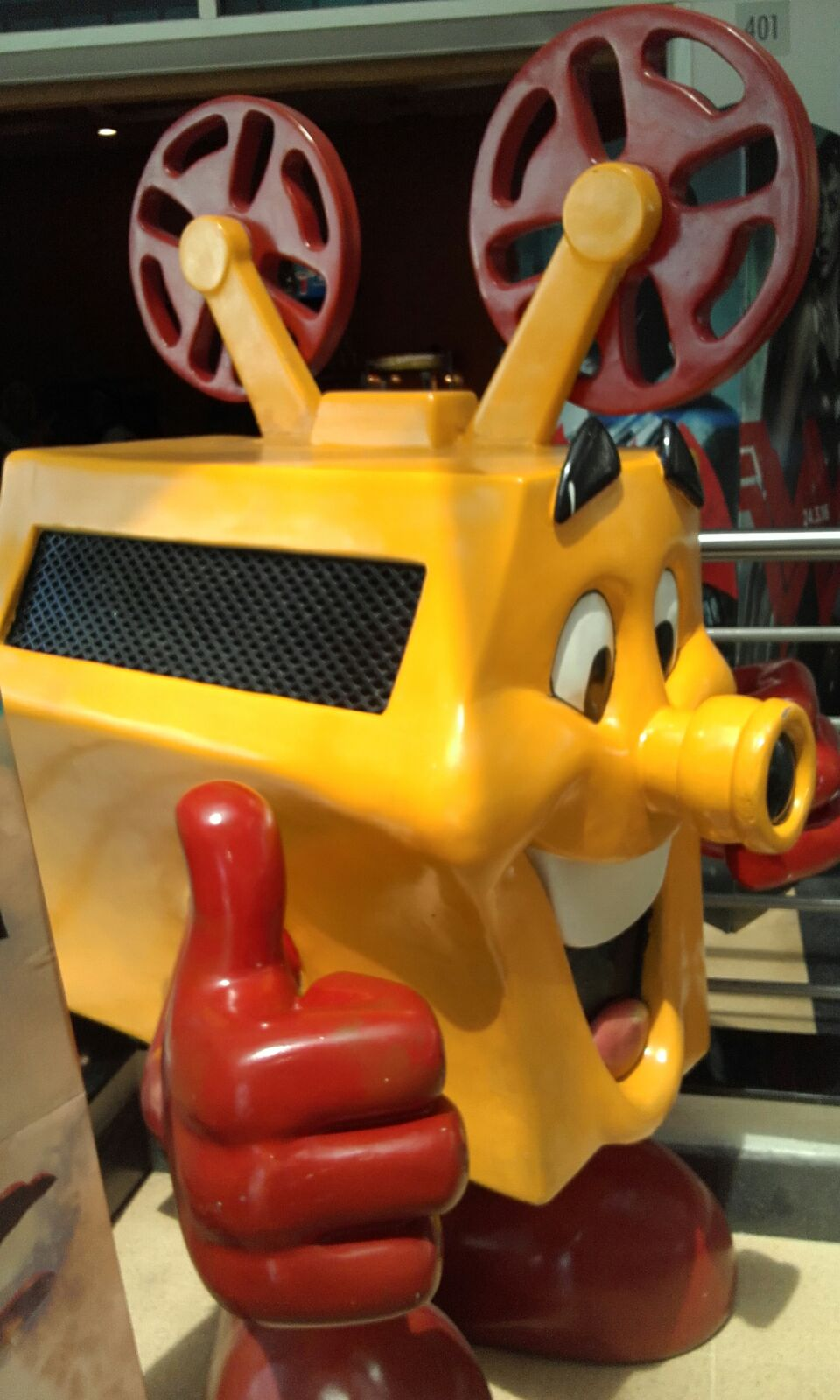
Mascote da Moviecom situado no complexo Boa Vista

Abaixo a tabela de público e sua evolução de 2003 até 2019, considerando o somatório de todas as suas salas a cada ano. No período avaliado, o crescimento do frequentadores da rede foi da ordem de 226,06%, sendo que a variação mencionada é uma comparação com os números do ano imediatamente anterior.
Os dados de 2008 até 2013 foram extraídos do banco de dados Box Office do portal de cinema Filme B , sendo que os números de 2003 à 2007 e 2014 à 2015 têm como origem o Database Brasil. Já os dados de 2016 em diante procedem do relatório "Informe Anual Distribuição em Salas Detalhado", do Observatório Brasileiro do Cinema e do Audiovisual (OCA) da ANCINE.
| Ano  | Público total | Ranking no país | Market Share | Variação |
| ---- | ------------- | --------------- | ------------ | -------- |
| 2002 | 2 791 331     | 7º              | 2,71%        | ano-base |
| 2003 | 3 945 996     | 5º              | 3,44%        | 41,37%   |
| 2004 | 4 164 165     | 5º              | 4,64%        | 5,53%    |
| 2005 | 3 889 266     | 4º              | 4,31%        | 6,60%    |
| 2006 | 3 968 420     | 4º              | 4,44%        | 2,04%    |
| 2007 | 3 323 161     | 6º              | 3,88%        | 16,26%   |
| 2008 | 3 323 161     | 6º              | 3,88%        | 7,73%    |
| 2009 | 4 427 307     | 6º              | 3,92%        | 33,23%   |
| 2010 | 5 166 170     | 7º              | 3,83%        | 16,69%   |
| 2011 | 5 216 295     | 9º              | 3,68%        | 0,97%    |
| 2012 | 5 575 650     | 8º              | 3,74%        | 6,89%    |
| 2013 | 5 209 398     | 10º             | 3,45%        | 6,57%    |
| 2014 | 5 390 774     | 9º              | 3,42%        | 3,48%    |
| 2015 | 6 013 144     | 6º              | 3,52%        | 11,55%   |
| 2016 | 6 896 147     | 7º              | 3,76%        | 14,68%   |
| 2017 | 7 053 808     | 7º              | 3,94%        | 2,29%    |
| 2018 | 5 755 229     | 7º              | 3,57%        | 18,41%   |
| 2019 | 6 309 957     | 6º              | 3,58%        | 9,64%    |

## Prêmio
- 2013: Prêmio ED (venceu}[25]